# Thorictus basalis
Thorictus basalis is een keversoort uit de familie spektorren (Dermestidae). De wetenschappelijke naam van de soort werd in 1968 gepubliceerd door Hans John.